# Mongolie aux Jeux olympiques d'été de 2000
La Mongolie a participé aux Jeux olympiques d'été de 2000 à Sydney en Australie. Elle a présenté vingt athlètes.

## Liste des médaillés mongols

### Médailles d'or
| Sport              | Discipline | Sportifs | Performance |
| Médailles d'or : 0 |            |          |             |

### Médailles d'argent
| Sport                  | Discipline | Sportifs | Performance |
| Médailles d'argent : 0 |            |          |             |

### Médailles de bronze
| Sport                   | Discipline | Sportifs | Performance |
| Médailles de bronze : 0 |            |          |             |
|                         |            |          |             |

## Athlètes engagés

### Tir
Femmes
- 25 m air pistolet
  - Otryadyn Gündegmaa

### Athlétisme
Hommes
- 800 m
- Puntsag-Osor Purevsuren
  - 1er tour - 01 min 56 s 29 (éliminé)

Femmes
- 5000 m
- Baatarkhuu Battsetseg
  - 1er tour - 18 min 22 s 98 (éliminé)

### Boxe
Hommes
- 60 kg
  - Tumentsetseg Uitumen
    - 1er tour - défaite contre Almazbek Raimkulov (éliminé)

### Natation
Hommes
- 100 m nage libre
  - Ganaa Galbadrakh
    - Séries - 58 s 79 (éliminé)

Femmes
- 100 m nage libre
  - Sanjaajamts Altantuya
    - Séries - 01 min 10 s 22 (éliminé)